# Arrêt For Women Scotland Ltd v The Scottish Ministers
L'arrêt For Women Scotland Ltd v The Scottish Ministers est un arrêt de la Cour suprême du Royaume-Uni précisant la définition à appliquer pour les termes « homme » et « femme »  employés dans l'Equality Act 2010 ou loi pour l'égalité de 2010.
L'affaire est portée par For Women Scotland (FWS), un groupe de défense des droits des femmes critique en matière de genre. En 2022, FWS demande un contrôle juridictionnel des directives statutaires émises par le gouvernement écossais stipulant que les définitions de « homme » et de « femme » dans la loi sur l'égalité de 2010 incluent les personnes ayant acquis le genre via une transition reconnue par le Gender Recognition Act de 2004. FWS soutient que les définitions de la loi sur l'égalité se réfèrent au « sexe biologique » et que cette question ne peut pas être légiférée par l'Écosse, car elle est réservée au Parlement britannique. Le tribunal statue en faveur du ministère écossais et confirme ces directives.
Après le rejet de leur requête en appel par la Court of Session, FWS porte l'affaire devant la Cour suprême du Royaume-Uni. La Cour juge, dans une décision unanime, que, lorsqu'ils se réfèrent à la loi sur l'égalité de 2010, les termes « homme », « femme » et « sexe » sont « toujours censés » désigner le « sexe biologique » et non le genre ou l'identité de genre. Les juges ne statuent pas de manière plus large sur la question de savoir si les femmes transgenres sont considérées comme des femmes dans des contextes autres que la loi sur l'égalité de 2010, et ils précisent que leur décision n'invalide pas la loi sur la reconnaissance du genre ni les protections contre la discrimination offertes aux personnes transgenres en vertu de la loi sur l'égalité. Aucune personne trans n'est autorisée à intervenir à l'audience,.
La décision est saluée par le For Women Scotland et d'autres groupes critiques en matière de genre, tels que LGB Alliance, le FWS la considérant comme étant « de bon sens ». Le Premier ministre Keir Starmer « salue » le jugement pour avoir apporté de la « clarté », tandis que la cheffe du Parti conservateur, Kemi Badenoch, le qualifie de « victoire » pour les femmes ayant été ciblées pour avoir « énoncé l'évidence »,,. La présidente de la Commission pour l'égalité et les droits de l'homme, Kishwer Falkner, affirme que cette décision sera utilisée pour restreindre l'accès des femmes transgenres aux espaces réservés aux femmes et au sport féminin. La décision fait l'objet de critiques de la part d'organisations et de politiciens pro-LGBTQ, qui estiment qu'elle pourrait avoir un impact négatif sur les droits des personnes transgenres au Royaume-Uni, bien que la Cour ait confirmé que les protections contre la discrimination des personnes transgenres demeurent en vertu de la loi sur l'égalité de 2010.

## Contexte
En 2002, la Cour européenne des droits de l'homme rend deux jugements concluant que le Royaume-Uni viole les droits de l'homme en ne reconnaissant pas légalement le genre acquis des personnes trans. Ces jugements conduisent à l'adoption de la loi de 2004 sur la reconnaissance du genre (Gender Recognition Act 2004), qui permet aux personnes transgenres de changer légalement de genre grâce à un certificat de reconnaissance du genre, ou Gender Recognition Certificate (GRC), obtenu moyennant les certificats de deux médecins et la preuve qu'elles ont vécu dans leur genre acquis pendant deux ans.
En 2018, l’Écosse adopte la loi sur la représentation des sexes dans les conseils d’administration publics, une législation qui oblige les autorités publiques disposant de conseils d’administration (tels que les conseils statutaires ou les conseils d’administration) à encourager la participation des femmes. Dans le but d'atteindre l'objectif de « représentation des sexes », les conseils d’administration publics doivent viser à ce que 50 % de leurs membres non exécutifs soient des femmes. Pour tout poste vacant à pourvoir au sein du conseil, plusieurs candidatures doivent être examinées, dont au moins celle d'une femme et celle d'une personne non-femme. La législation, telle qu’adoptée, inclut une définition de « femme » qui englobe les femmes transgenres, définissant celle-ci comme toute personne ayant la caractéristique protégée de réassignation sexuelle, telle que définie par l'Equality Act de 2010, et qui « vit en tant que femme et propose de suivre, suit ou a suivi un processus (ou une partie d’un processus) dans le but de devenir une femme »,,.
Le groupe de défense des droits des femmes en Écosse For Women Scotland (FWS), qui milite sur les questions de genre, dépose une demande de contrôle judiciaire, arguant que la définition de « femme » dans la loi sur l'égalité de 2010 fait référence au « sexe biologique » et non au genre. L'Inner House statue en faveur des ministres écossais, affirmant que les femmes transgenres ayant reçu un certificat complet de reconnaissance de genre (GRC) en vertu de la loi de 2004 sur la reconnaissance de genre sont considérées comme des « femmes » au sens de la loi de 2010 sur l'égalité. En février 2022, à la suite d'un appel du FWS, la décision est annulée par la Court of Session. Lady Dorrian statue que la législation « confond et mêle deux caractéristiques protégées séparées et distinctes », que le statut de femme trans n'est pas explicitement reconnu comme une caractéristique protégée par la loi sur l'égalité, et que le gouvernement écossais ne peut pas définir les caractéristiques protégées, l'égalité des chances étant une question réservée au Parlement britannique,,,.
À la suite de cette décision, la loi est modifiée le 19 avril 2022 en supprimant la définition de « femme ». Les directives statutaires qui l'accompagnent indiquent que la « femme » doit être définie conformément à l'Equality Act de 2010. Cependant, elles précisent également que, conformément à la loi de 2004 sur la reconnaissance du genre, les personnes en possession d'un GRC complet devant ainsi être reconnues dans leur « genre acquis » aux fins de la loi sur l'égalité. Les femmes transgenres avec un GRC complet sont donc considérées comme des « femmes » en vertu de la loi sur l'égalité, tandis que les femmes transgenres sans GRC sont exclues de cette définition,,.
En juillet 2022, le FWS formule une nouvelle demande contrôle judiciaire, en arguant que les directives statutaires ne relèvent pas de la compétence du gouvernement écossais. En décembre 2022, Lady Haldane statue en faveur des ministres écossais, déclarant que les nouvelles directives statutaires sont légales. Elle précise que la définition de « sexe » selon la loi sur l'égalité de 2010 n'est « pas limitée au sexe biologique ou de naissance », et que cette définition « inclut les personnes en possession d'un GRC obtenu conformément à la loi de 2004 indiquant leur genre acquis, et donc leur sexe ».
En octobre 2023, le FWS dépose un dernier recours, arguant que la décision confondait sexe et genre d'une manière « impraticable ». Le 1er novembre 2023, la demande est rejetée tout en autorisant à porter le cas devant la Cour suprême. Lady Dorrian écrit que « selon nous, il est clair que l'intention était qu'à la réception d'un certificat de reconnaissance de genre, le sexe d'une personne soit celui de son genre acquis, homme ou femme » et que « nous n'acceptons pas les arguments du demandeur selon lesquels cela renverserait d'une manière ou d'une autre les dispositions ou diminuerait la protection offerte aux individus contre la discrimination fondée sur le sexe »,.
Le FWS déclare être « extrêmement déçu » par cet arrêt, estimant que le tribunal a « statué que les protections accordées aux femmes par la loi peuvent, dans certains cas, inclure les hommes qui ont obtenu un GRC ». Un directeur du FWS fait valoir cela permettrait aux conseils publics d'être composés de « 50 % d'hommes et de 50 % d'hommes titulaires de certificats » tout en respectant l'objectif de représentation des sexes. Après une campagne de financement participatif dont 70 000 £ des 300 000 récoltées proviennent d'un don de l'auteure J.K. Rowling, le groupe porte l'affaire devant la Cour suprême ,.

## Interventions et audiences
La Cour suprême autorise les interventions écrites de quatre parties, dont deux sont également autorisées à présenter des observations orales. Les intervenants sont la Commission pour l'égalité et les droits de l'homme (Equality and Human Rights Commission, ou EHRC), Amnesty International, Sex Matters et un groupe de trois organisations militantes comprenant LGB Alliance, The Lesbian Project et Scottish Lesbians (appelées « les intervenantes lesbiennes »). Sex Matters et l'EHRC sont également autorisés à présenter des arguments oraux lors de l'audience. Une demande d'intervention conjointe du Good Law Project (en) et de deux experts juridiques transgenres – Victoria McCloud et Stephen Whittle (en) – est refusée,,.
L'audience se tient du 26 au 27 novembre 2024. For Women Scotland soutient que le terme « sexe » dans la loi sur l'égalité fait toujours référence au « sexe biologique » et que la position du gouvernement écossais est erronée en droit, tandis que le gouvernement écossais défend que le terme « femme » dans la loi sur l'égalité inclut une personne possédant un certificat de reconnaissance de genre dans le genre acquis de femme.
Sex Matters, dans son intervention, fait valoir que les termes de « réassignation sexuelle » de la loi sur l'égalité sont une nouveauté propre à cette loi et qu'aucune des deux parties n'a raison dans son interprétation. Les intervenantes lesbiennes présentent des observations concernant l’effet de la décision sur les droits des femmes homosexuelles. L'EHRC soutient que les difficultés d’interprétation de la loi sur l’égalité devraient être résolues par le Parlement .

## Jugement
Le 16 avril 2025, la Cour suprême rend son jugement. A l'unanimité, la Cour statue que les termes « homme », « femme » et « sexe » dans la loi sont « toujours destinés » à désigner le « sexe biologique » et non le « sexe certifié », concluant que toute autre interprétation rendrait la loi incohérente et impossible à appliquer. Le terme « biologique » n'apparaît pas dans la loi sur l'égalité originale, et les juges ne le définissent pas, affirmant que les « caractéristiques biologiques » correspondant aux « mots simples et sans ambiguïté [« homme » et « femme »] sont supposées être explicites et ne nécessitent aucune explication supplémentaire ». La décision ne mentionne pas les personnes intersexuées ,.
La Cour considère que les directives du gouvernement écossais, selon lesquelles « une femme transgenre possédant un certificat de reconnaissance de genre est légalement une femme », sont invalides et incorrectes. Elle juge que, à l'encontre de ces définitions, les femmes trans peuvent être exclues des espaces réservés aux femmes, y compris les vestiaires et les refuges pour sans-abri. De même, la Cour estime que les hommes trans peuvent être exclus des espaces réservés aux femmes de la même manière que les femmes trans, « parce que le processus de réassignation sexuelle leur a donné une apparence masculine ». Lord Hodge précise que la décision n'affecte pas les protections offertes par l'Equality Act de 2010 contre la discrimination fondée sur la caractéristique protégée du changement de sexe. Il rappelle que les personnes transgenres constituent une population vulnérable, confrontée à la discrimination et aux préjugés, et qu'elles cherchent à vivre leur vie dans la dignité. Il met en garde contre l'idée que le jugement pourrait être perçu comme « un triomphe d'un ou plusieurs groupes de notre société au détriment d'un autre ». Les juges insistent sur le fait que les personnes trans peuvent toujours intenter des poursuites pour discrimination sexuelle, non seulement en vertu de la caractéristique protégée de la réassignation sexuelle, mais aussi contre la discrimination directe, la discrimination indirecte et le harcèlement dans leur genre acquis. Le jugement ne modifie ni n'invalide la loi sur la reconnaissance du genre de 2004, ni le processus d’obtention d’un certificat de reconnaissance du genre (GRC),,.
Les juges précisent ne pas statuer pas sur la question de savoir si les femmes transgenres sont des femmes dans d'autres contextes, rappelant que le rôle du tribunal n'est pas de « juger sur la signification du genre ou du sexe, ni de définir la signification du mot "femme" autrement que lorsqu'il est utilisé dans les dispositions de la loi sur l'égalité de 2010 (EA 2010) » ,,.

## Réactions

### Gouvernementale et politiques
Le gouvernement écossais affirme avoir « agi de bonne foi dans son interprétation de la loi de 2004 sur la reconnaissance du genre et de la loi de 2010 sur l'égalité » et s'être « inspiré des directives publiées par la Commission pour l'égalité et les droits de l'homme ». Il déclare par ailleurs que l’Écosse resterait « pleinement engagé à protéger les droits de chacun, afin de garantir que l'Écosse demeure un pays inclusif » .
Un porte-parole de la police des transports britannique prévient qu'en conséquence, les femmes trans placées sous leur garde seraient fouillées à nu par des agents masculins,.
Au niveau national, un porte-parole du gouvernement du Parti travailliste déclare que le jugement apporte « clarté et confiance » aux femmes et aux prestataires de services, ajoutant que « les espaces non mixtes sont protégés par la loi et le seront toujours par ce gouvernement ». La ministre du Travail pour les femmes et l'égalité, précise que les femmes transgenres doivent, en conséquence, utiliser des installations réservées aux hommes, citant comme exemples les toilettes, les hôpitaux, les refuges et les centres d'aide aux victimes de viol,,. Le Premier ministre Keir Starmer affirme qu'« une femme est une femme adulte, et le tribunal l'a clairement indiqué », ajoutant : « Je salue en fait le jugement car je pense qu'il apporte une réelle clarté »,. De son côté, la branche LGBT+ du Parti travailliste exprime sa « profonde déception » quant au jugement, en estimant qu'il « risque de compromettre l'accès des personnes trans aux services essentiels, aux lieux de travail et aux espaces où elles sont incluses depuis longtemps », tout en précisant être « pleinement solidaire » de la communauté trans, dont de nombreuses personnes sont « déjà confrontées à des niveaux croissants de crimes haineux, d'hostilité et de désinformation ».
La cheffe du Parti conservateur, Kemi Badenoch, décrit le jugement comme une « victoire pour toutes les femmes qui ont été victimes de violences personnelles ou ont perdu leur emploi pour avoir énoncé l'évidence », et déclare que « l'époque où Keir Starmer nous disait que les femmes peuvent avoir un pénis est révolue »,.
Maggie Chapman, des Verts écossais, condamne le jugement, déclarant : « Ce n'est pas en notre nom que nous condamnons le sectarisme, les préjugés et la haine que nous voyons émaner de la Cour suprême et de tant d'autres institutions de notre société. » Ses commentaires sont qualifiés de « honteux » par Akua Reindorf, commissaire à la Commission pour l'égalité et les droits de l'homme, tandis que Joanna Cherry appelle Chapman à démissionner. Les commentaires de Chapman sont également dénoncés par la Faculté des avocats, qui les décrit comme ne respectant pas l'État de droit et comme constituant une violation flagrante des devoirs de Chapman de maintenir l'indépendance continue du pouvoir judiciaire. Dans une lettre adressée au Comité pour l'égalité, les droits de l'homme et la justice civile, dont Chapman est le coordinateur adjoint, Roddy Dunlop qualifie ses commentaires de « scandaleux » et affirme qu'ils créent un risque de danger pour les membres de la Cour suprême, demandant des excuses et que Chapman reconsidère sa position. Chapman maintient ses propos et refuse de s'excuser, affirmant que les institutions et les lois reflètent la transphobie et les préjugés dans la société. Une motion présentée par la députée conservatrice Tess White pour que Chapman soit retirée du Comité sur cette question est rejetée.
Le gouvernement gallois publie une déclaration acceptant la décision de la Cour suprême, tout en soulignant que le jugement maintient la protection des personnes transgenres et en réaffirmant un engagement continu en faveur de l’égalité et de l’inclusion.

#### Commission pour l'égalité et les droits de la personne
Kishwer Falkner, présidente de la Commission pour l'égalité et les droits de l'homme (EHRC), précise que la décision serait intégrée dans son prochain code de pratique pour les espaces réservés aux femmes, applicable par la loi. Falkner avertit que « les services non mixtes comme les vestiaires doivent être basés sur le sexe biologique », que les femmes trans seraient interdites de compétition dans le sport féminin et affirme que le NHS « devrait changer » sa politique de traitement des patients transgenres en fonction de leur sexe déclaré. Ces mesures sont décrites comme une « atteinte excessive » par les défenseurs des droits des trans,,. Falkner suggère également que les groupes de défense des droits des personnes trans devraient utiliser leur plaidoyer pour faire campagne en faveur d'espaces unisexes (comme les toilettes), car il n'est pas légalement obligatoire pour les établissements d'avoir des espaces spécifiques à chaque genre.
Melanie Field, ancienne fonctionnaire ayant supervisé la rédaction et l'adoption de la loi sur l'égalité de 2010, puis directrice exécutive de la Commission pour l'égalité et les droits de l'homme jusqu'en 2023, déclare que cette loi a été rédigée spécifiquement pour accorder aux personnes transgenres titulaires d'un GRC (certificat de reconnaissance de genre) le même statut juridique qu'aux personnes cisgenres. Elle précise que l'octroi aux femmes transgenres titulaires d'un GRC des mêmes protections qu'aux femmes cisgenres constituait « la prémisse claire » du projet de loi. Elle ajoute que « ce changement très important d'interprétation par rapport à la base sur laquelle la législation a été rédigée et examinée par le Parlement entraînera probablement des conséquences imprévues »,. Harriet Harman déclare que la décision de la Cour suprême donne effet à l'intention de ceux qui ont rédigé la loi, dont elle faisait partie.
Le 25 avril, l’EHRC publie des directives mises à jour, déclarant que les femmes transgenres sont des « hommes biologiques » et les hommes transgenres des « femmes biologiques ». Ces directives s’appliquent à toutes les écoles, tous les lieux de travail, toutes les organisations sportives, tous les services accessibles au public (tels que les restaurants, les magasins, les hôpitaux ou les refuges) et à toutes les associations de 25 personnes ou plus. Elles stipulent que, bien que les femmes et les hommes transgenres puissent être exclus des établissements correspondant à leur sexe, il est également possible de les exclure des établissements correspondant à leur sexe, et que le fait de ne fournir que des établissements mixtes pourrait constituer une discrimination à l’égard des femmes. Toutefois, il est précisé que les personnes trans ne devraient pas être laissées sans aucune installation à leur disposition. Les directives indiquent également que les hommes et les femmes transgenres devraient être exclus des espaces réservés respectivement aux hommes gays et aux lesbiennes ,,.
Des militants transgenres décrivent les directives provisoires de l'EHRC comme une « tentative sectaire de ségrégation des personnes trans dans les espaces publics ». Les groupes de campagne mettent en garde contre les révélations forcées et les effets néfastes sur la vie des personnes trans, affirmant que cela pourrait constituer une violation de la Convention européenne des droits de l'homme,. Les co-dirigeants du Parti vert publient une déclaration selon laquelle les directives sont « mal conçues et peu pratiques » et « pourraient exposer les personnes transgenres à un risque de discrimination sur le lieu de travail, et sont trop prescriptives d'une manière qui semble aller à l'encontre de la tolérance que nous valorisons dans ce pays ». Ils ajoutent qu'il ne semble pas juste qu'une organisation ou un espace lesbien souhaitant inclure les femmes trans soit empêché de le faire.
L'Association médicale britannique adopte une motion lors de son congrès annuel condamnant « la décision de la Cour suprême définissant le terme “femme” dans le cadre de la loi sur l'égalité comme étant fondée sur le “sexe biologique”, qu'ils désignent comme une personne de sexe féminin à la naissance, comme étant réductrice, excluant les personnes transgenres et intersexuées et biologiquement absurde ». Ils décrivent cette décision comme « infondée scientifiquement », « sans consultation des experts et des parties prenantes concernés, et qui portera préjudice aux communautés transgenres, non binaires et intersexuées » du Royaume-Uni,.

### Groupes de plaidoyer

#### Groupes critiques en matière de genre
Susan Smith, codirectrice de For Women Scotland, salue la décision, déclarant : « Aujourd'hui, les juges ont dit ce que nous avons toujours cru être le cas, les femmes sont protégées par leur sexe biologique - que le sexe est réel », ajoutant que « nous sommes simplement très heureux que le bon sens ait prévalu ». Maya Forstater (en), directrice générale de Sex Matters, déclare : « Nous sommes très fiers, ils nous ont remerciés pour notre argumentation convaincante », concluant : « Tout le monde va devoir y prêter attention, cela vient de la plus haute cour du pays. il est que le sexe dans la loi sur l'égalité est un sexe biologique. L'auto-identification est morte. » S'exprimant sur l'exclusion des hommes trans des espaces réservés aux femmes, elle précise : « Être interdit d'accès aux espaces réservés aux hommes ne signifie pas avoir le droit d'aller chez les femmes » et « Cela peut paraître injuste, mais ce sont des choix de vie. Si vous faites des efforts extrêmes pour ressembler à un homme, ne soyez pas surpris si l'accès aux espaces réservés aux femmes vous est refusé. » Kate Barker, directrice générale de la LGB Alliance, affirme que « la décision confirme que les mots « gay » et « lesbienne » font référence à l'orientation sexuelle homosexuelle et indique clairement que les lesbiennes souhaitant former des associations de toute taille sont légalement autorisées à exclure les hommes, qu'elles possèdent ou non un GRC »,. Barker accuse également Stonewall d'avoir offert des « conseils juridiques erronés » au cours de la dernière décennie à la communauté transgenre concernant l'auto-identification de genre.

#### Groupes pro-LGBTQ

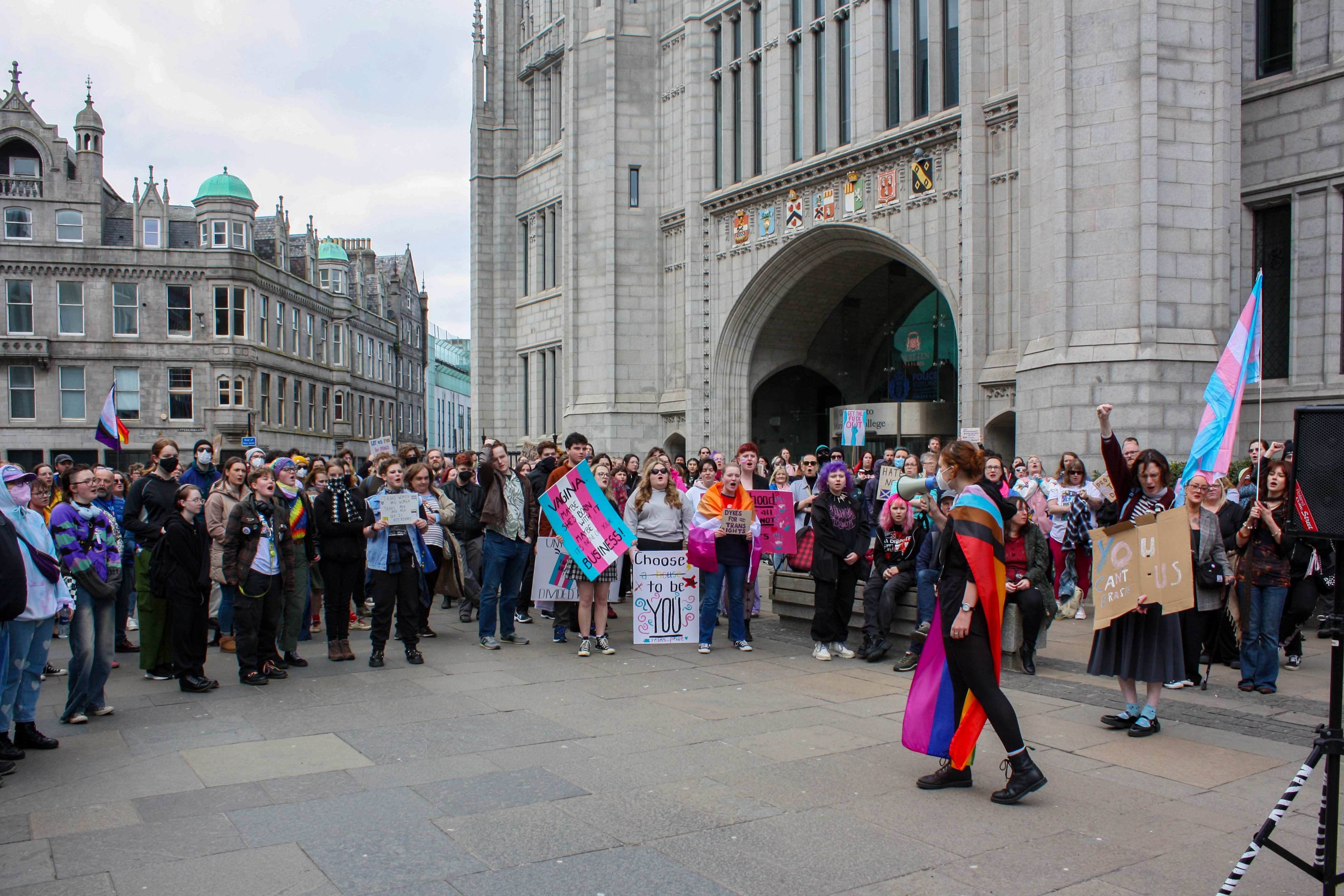
Manifestation contre la décision au Marischal College d'Aberdeen le 20 avril 2025.

Les groupes pro-LGBTQ considèrent la décision comme un revers pour les droits des personnes trans au Royaume-Uni. Le PDG de Stonewall, Simon Blake, déclare que l'organisation « partage la profonde inquiétude quant aux vastes implications de la décision », la qualifiant « d'incroyablement inquiétante » pour la communauté trans et ses partisans. Cependant, il précise que Stonewall « continuera son travail avec le gouvernement et les parlementaires pour obtenir l'égalité des droits devant la loi pour les personnes LGBTQ+ », ajoutant qu'« il est important de rappeler que la Cour a réaffirmé avec force et clarté que la loi sur l'égalité protège toutes les personnes trans contre la discrimination, fondée sur le changement de sexe, et continuera de le faire ». La directrice de TransActual, Jane Fae, exprime au Washington Post sa crainte que la décision n'entraîne une « exclusion et une ségrégation totales » pour les femmes transgenres. Elle mentionne : « Le nombre de personnes que j'ai croisées sur les réseaux sociaux, sur les forums, etc., disant : "Comment faire ? Je suis en larmes, je suis en morceaux. Je suis anéantie. Je suis brisée", cela semble être une réaction quasi unanime ». Amnesty International Royaume-Uni indique qu'« il faudrait du temps pour analyser toutes les implications. Les conséquences pourraient être préoccupantes pour les personnes transgenres, mais il est important de souligner que le tribunal a clairement indiqué que les personnes transgenres sont protégées par la loi sur l'égalité contre la discrimination et le harcèlement ».
Dans The Independent, Jolyon Maugham, fondateur du Good Law Project, relève une absence de témoignages de personnes trans ou d'associations de défense des droits lors de la procédure. Il affirme que ces associations n'ont probablement pas demandé à être entendues « [parce qu']elles savaient par expérience amère ce qu'impliquaient les procédures judiciaires. Elles impliquent des coups punitifs dans la presse de droite, une probable enquête de la Commission des œuvres caritatives (en) (Charity Commission), des menaces de violence contre leur personnel et une possible disparition de l'organisation ». Il déclare en outre que les experts juridiques trans Stephen Whittle et Victoria McCloud avaient demandé à être entendus, mais que « sans même motiver leur décision, la Cour suprême a catégoriquement rejeté leur demande. Par conséquent, cet appel s'est retrouvé sans même une seule personne transgenre pour témoigner. » Maugham soutient que « la décision d'exclure de l'audience les personnes les plus directement concernées affaiblissait la décision » et que cette décision constiturait « le dernier coup violent porté à une communauté déjà sous le choc ».
Victoria McCloud annonce son intention de porter l'affaire devant la Cour européenne des droits de l'homme au motif qu'elle n'a pas entendu les arguments des particuliers en matière de droits de l'homme. Elle déclare que le jugement « m'a laissé deux sexes à la fois, ce qui est un non-sens ».
Durant le week-end de Pâques, du 18 au 20 avril, des manifestations contre le jugement se tiennent dans des villes et villages à travers le Royaume-Uni. Des milliers de personnes se rassemblent pour un rassemblement sur la place du Parlement à Londres le 19 avril, organisé par un groupe de 24 groupes pro-LGBTQ. Sept statues sont vandalisées lors des manifestations de Londres, dont la statue de l'ancien Premier ministre de l'Union sud-africaine Jan Smuts, sur laquelle est peint à la bombe le message « Les droits des trans sont des droits humains », et la statue de la militante pour le droit de vote des femmes Millicent Fawcett, sur laquelle est écrit « Droits des pédés » sur la banderole qu'elle tenait,.
En mai, quatorze associations LGBTQ+ d'envergure nationale, dont Stonewall ou le LGBT Consortium, demandent au Premier ministre une réunion, affirmant que la décision a créé « une confusion et un manque de clarté important » et crée « un cadre juridique qui ne peut tout simplement pas garantir la dignité, la protection et le respect des personnes trans ». Ils y affirme dans leur courrier que le jugement engendre « une véritable crise pour les droits, la dignité et l'inclusion des personnes trans au Royaume-Uni ». The Times relève que Stonewall a « déclaré à tort » que la décision n'était pas encore une loi et qu'il n'était pas nécessaire de la suivre. Le groupe de campagne Sex Matters écrit à Stonewall, qualifiant cette affirmation « d'encouragement [pour les organisations] à agir illégalement ». Sex Matters ajoute qu'il porterait plainte auprès de la Charity Commission à moins que Stonewall ne rétracte sa déclaration.

### Dans le monde académique
- Si vous ne connaissez pas le sujet, laissez ce bandeau (vous pouvez alors contacter les auteurs).
- Si vous supprimez le contenu mis en cause (vous pouvez préalablement contacter les auteurs),

argumentez précisément cette suppression dans la page de discussion
(un manque de référence n'est pas un argument ; une recherche réelle de référence doit avoir été effectuée, être formellement documentée).
En avril et mai 2025, sept lettres ouvertes ont été écrites par des académiciennes et académiciens contre la décision de la Cour Suprême, l'EHRC et le gouvernement britannique. Elles ont été signées par plus de 5840 sociologues, historiennes et historiens, archéologues, géographes, biologistes, avocates et avocats mais aussi des responsables de centres de recherche scientifique.

#### Sociologie
3332 sociologues entre autres ont signé Pas en notre nom : Académiciennes féministes et éducatrices et éducateurs s'expriment contre la transphobie. On y trouve : « les personnes trans sont utilisées comme boucs émissaires et pour détourner l’attention des problèmes auxquels nous sommes confrontées et confrontés dans la société. Il s’agit d’une attaque contre les personnes trans et cela va enflammer encore plus la transphobie. Lorsque la Cour Suprême clarifie (cf. Supreme Court, 2025, p. 76) ce qu’est une femme, elle renforce l’idée que toutes les femmes doivent se conformer à un modèle de féminité singulier, racialisé et capacitiste ».

#### Histoire
La lettre Historiennes et historiens pour les droits des trans est signée par 752 personnes. Elle est adressée aux membres du Parlement. Les signataires affirment qu' « Aucun gouvernement qui orchestre la persécution contre un groupe minoritaire, comme ce gouvernement vise à le faire, ne sera regardé avec bienveillance par l'histoire ». Les autrices et auteurs ajoutent que « le parti qui a adopté la loi sur l'égalité menace désormais de saper son objectif même sur la base de la définition scientifiquement et historiquement erronée du "sexe biologique" de la Cour suprême et de l'abus flagrant d'autorité de l'EHRC ».

#### Archéologie
704 archéologues signent une réponse du Council for British Archaeology, de l’Institut agréé des archéologues, de la Federation of Archaeological Managers and Employers, et de l’University Archaeology UK à la décision de la Cour suprême d’avril 2025 et à la mise à jour provisoire de l’orientation de la EHRC. Il est affirmé que : « la recherche archéologique a démontré à maintes reprises que ni le genre ni le sexe ne sont aussi simpliste et binaires que l’affirment la Cour et le EHRC, et qu’ils sont sujets à des variations intra- et interculturelles ».

#### Géographie
La réponse de la Royal Geographical Society à l’arrêt de la Cour suprême d’avril 2025 et à la mise à jour provisoire du EHRC est signée par 533 personnes. Les autrices et auteurs affirment que : « une recherche géographique évaluée par des pairs a démontré l’impact néfaste du renforcement spatialisé des binaires de genre sur les personnes transgenres et les personnes de diversité sexuelle. et a plus particulièrement mis en évidence que les personnes trans sont déjà extrêmement marginalisées et hypervisibles au sein de la société britannique, illustrant l’impact dévastateur que cela a sur la vie quotidienne des personnes trans ».

#### Biologie
La biologie n’est pas binaire : une lettre de biologistes, de médecins et d’autres experts à Bridget Phillipson, ministre des Femmes et de l’Égalité est signée par environ 255 personnes. « Les catégorisations binaires à la naissance sont des règles simplifiées et ne capturent pas précisément la variation biologique comme dans les différences de développement sexuel ».

#### Droit
205 avocates et avocats notamment ont signé la Lettre des avocates et avocats à propos des Ministres écossaises et écossais. Il est dit : « Nous croyons que les personnes transgenres, qu’il s’agisse d’hommes, de femmes ou de personnes non binaires, méritent le droit humain à la vie privée et familiale qui a été affirmé dans l’article 8 de la CEDH dans Goodwin c. Royaume-Uni et qui a été réaffirmée à plusieurs reprises par la Cour européenne des droits de l’homme dans de nombreuses décisions au cours des vingt dernières années ».

#### Études sur le genre et la sexualité
65 centres de recherches scientifiques sur l'étude du genre et la sexualité réagissent avec une lettre intitulée Déclaration concernant le jugement de la Cour suprême sur la signification du « sexe » dans la Loi sur l’égalité de 2010. Il est indiqué : « L’autonomie corporelle de chacun est mise en péril par l’élévation anti-scientifique du "sexe biologique" comme catégorie évidente, qui sera finalement encadrée par une réglementation renforcée des frontières de l’expression de genre ».

### Dans le milieu des arts et de la culture
J.K. Rowling, qui avait fait don de 70 000 livres sterling à For Women Scotland pour soutenir l'affaire, publie une série de messages sur X célébrant le 16 avril comme le « TERF VE Day ».
Le slogan « Protect the Dolls (en) » – tiré d'un t-shirt conçu et porté par Conner Ives en soutien aux droits des personnes trans – devient rapidement « un cri de ralliement » en faveur des droits des femmes trans parmi un large éventail d'acteurs, de mannequins, de musiciens et d'artistes,,.
L'actrice irlandaise Nicola Coughlan déclare organiser une collecte de fonds pour l'association de défense des droits des personnes trans Not A Phase, en portant les dons à 10 000 livres sterling. La campagne permet de récolter plus de 70 000 livres sterling au 18 avril 2025.
Le syndicat des arts du spectacle Equity se déclare « profondément préoccupé » par la décision et appelle les autres syndicats à « manifester leur solidarité avec les personnes concernées et à défendre les femmes et les hommes transgenres sur le lieu de travail et dans tous les milieux ». Son secrétaire général, Paul W. Fleming, annonce qu'Equity se réunie « d'urgence pour défendre et soutenir les artistes transgenres et les autres personnes concernées ».
Le 23 avril 2025, une lettre ouverte est publiée appelant le secteur artistique et culturel britannique à « affronter ce moment avec courage et solidarité ». Elle affirme que « les conversations culturelles sont extrêmement importantes pour la façon dont les gens sont perçus et traités dans la société, et qu'il est primordial que la visibilité, la représentation et la protection des personnes transgenres soient un engagement continu et soutenu de toutes les organisations artistiques à l'avenir, avec des efforts quantifiables pour promouvoir les voix et les histoires trans ». La lettre est signée par plus de 1 300 écrivains britanniques, dont Michaela Coel, Russell T Davies et Alice Oseman.

### Hors du Royaume-Uni
La commissaire australienne à la discrimination sexuelle, Anna Cody, condamne la décision, déclarant que « les droits de l'homme appartiennent à tous. Les personnes transgenres et de genre divers devraient être en sécurité, respectées et reconnues légalement ». Une porte-parole de la ministre irlandaise de l'Égalité, Norma Foley, rassure les personnes trans en Irlande en déclarant que la décision ne les affecterait pas, précisant : « Il est important de noter que la loi sur l'égalité de statut du Royaume-Uni n'est pas équivalente aux lois irlandaises sur l'égalité, avec des motifs de discrimination distincts et une formulation différente dans les deux textes de loi ».

### Traduction
- (en) Cet article est partiellement ou en totalité issu de l’article de Wikipédia en anglais intitulé « For Women Scotland Ltd v The Scottish Ministers » (voir la liste des auteurs).